# Дыбово (Куявско-Поморское воеводство)
Дыбово — деревня в гмине Велька-Нешавка Торуньского повета Куявско-Поморского воеводства в центральной части севера Польши.